# Kamil Stoch
Kamil Wiktor Stoch, poljski smučarski skakalec, * 25. maj 1987, Zakopane, Poljska.
Stoch je v svetovnem pokalu začel nastopati v sezoni 2003/04. V Sezoni 2010/2011 je trikrat zmagal prvič na domači tekmi v Zakopanah,drugo je dosegel v nemškem Klingenthalu in tretjo v Planici,na koncu je končal deseti v skupnem seštevku svetovovnega pokala. Leta 2013 je osvojil naslov svetovnega prvaka posamično na veliki skakalnici in bron na ekipni tekmi,na srednji je ostal brez medalje saj mu drugi skok ni uspel,zlato medaljo na srednji skakalnici je osvojil Norvežan Anders Bardal. Sezono 2012/13 je končal na tretjem mestu v skupnem seštevku svetovnega pokala z dvema zmagama,svetovni pokal je zmagal avstrijec Gregor Schlirenzauer. Leta 2014 je na olimpijskih igrah v Sočiju postal dvakratni olimpijski prvak na obeh posamičnih tekmah in s tem postal prvi poljak,ki je osvojil zlato medaljo na olimpijskih igrah. V sezoni 2013/14 je osvojil tudi veliki kristalni globus za zmago v skupnem seštevku svetovnega pokala s šestimi zmagami in še petimi uvrstitvami na stopničke in postal drugi poljak ,ki je ovojil veliki kristalni globus.Polete je osvojil slovenec Prevc,novoletno turnejo pa avstrijec Thomas Diethart.V sezoni 2014/2015 je mogel zaradi poškodbe izpustiti vse tekme od žačetka svetovnega pokala do žačetka novoletne turneje.Zmagal je v poljskih Zakopanah in v nemškem Willigenu,na svetovnem prvenstvu v Faluno 2015 je z ekipo osvojil bronasto odličje.V Planici je v poskusni seriji skočil poljski rekord 238m,prejšnji rekord je bil v lasti Piotra Žlya v norveškem Vikersnundu.V skupnem seštevku je bil 9.

### Globusi
- 1 kristalni globusi – (1 veliki kristalni globus)

| Sezona | Discipline              |
| ------ | ----------------------- |
| 2014   | veliki kristalni globus |

### Svetovni pokal
| Season  | Overall | Ski-Flying | Four Hills Tournament |
| ------- | ------- | ---------- | --------------------- |
| 2004–05 | 53      | —          | —                     |
| 2005–06 | 45      | —          | 34                    |
| 2006–07 | 30      | 22         | 15                    |
| 2007–08 | 30      | 25         | 21                    |
| 2008–09 | 30      | 22         | 36                    |
| 2009–10 | 24      | —          | 30                    |
| 2010–11 | 10      | 9          | 15                    |
| 2011–12 | 5       | 6          | 8                     |
| 2012–13 | 3       | 9          | 4                     |
| 2013–14 | 1       | 7          | 7                     |
| 2014–15 | 9       | 16         | 10                    |
| 2015–16 | 22      | 19         | 23                    |